# آریدولیس
آریدولیس (یونانی باستان: Ἀρίδωλις) دیکتاتور آلاباندا در کاریه بود که در لشکرکشی شاه هخامنشی خشایارشا اول به یونان همراه او بود. او در سال ۴۸۰ پیش از میلاد توسط یونانی‌ها در نزدیکی آرتمیزیوم به اسارت درآمد و به تنگه کورینس با زنجیر فرستاده شد. جانشین او ممکن است امینتاس دوم (پسر بوبارس) بوده باشد.
«آن‌ها یکی از این کشتی‌ها را که متعلق به آریدولیس، دیکتاتور آلاباندا در کاریه بود، به تصرف درآوردند و در کشتی دیگر، کاپیتان پافوسی پنتیلاس، پسر دیمونوس، را اسیر کردند. از دوازده کشتی که او از پافوس آورده بود، یازده کشتی را در طوفان نزدیک دماغه سپیاد از دست داده بود و در کشتی باقی‌مانده بود که در هنگام نزدیک شدن به آرتمیسیوم اسیر شد. پس از بازجویی از این افراد و کسب اطلاعات مورد نظر در مورد تجهیز ارتش خشایارشا، یونانی‌ها آن‌ها را در بند به تنگه کورینت فرستادند.»— هرودوت VII.195